# Galda de Sus, Alba
Galda de Sus (în maghiară Felsőgáld) este un sat în comuna Galda de Jos din județul Alba, Transilvania, România.

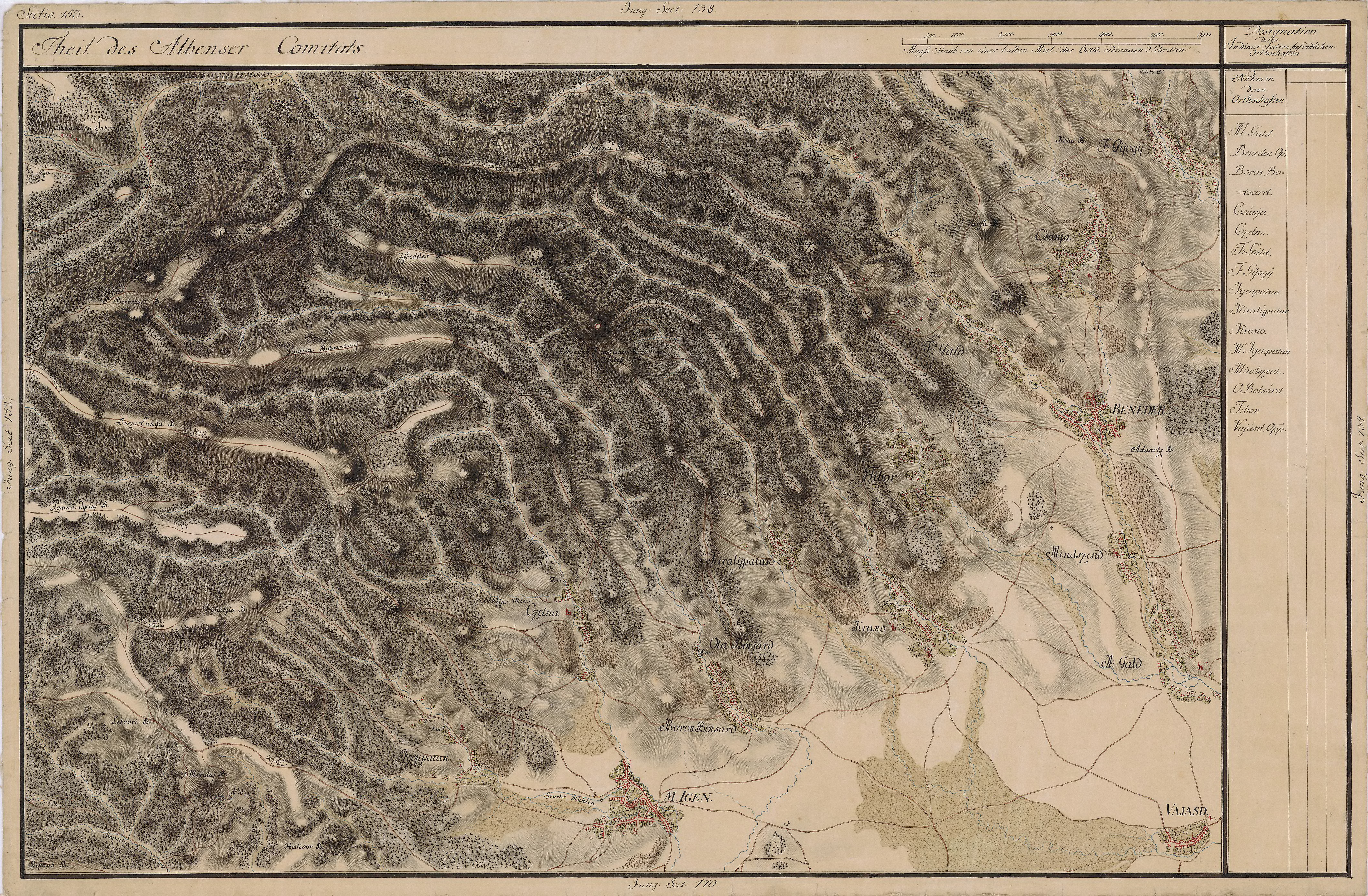
Galda de Sus pe Harta Iosefină a Transilvaniei, 1769-73

## Monumente istorice
- Biserica „Sfinții Arhangheli” (sec.XVIII)

## Galerie de imagini

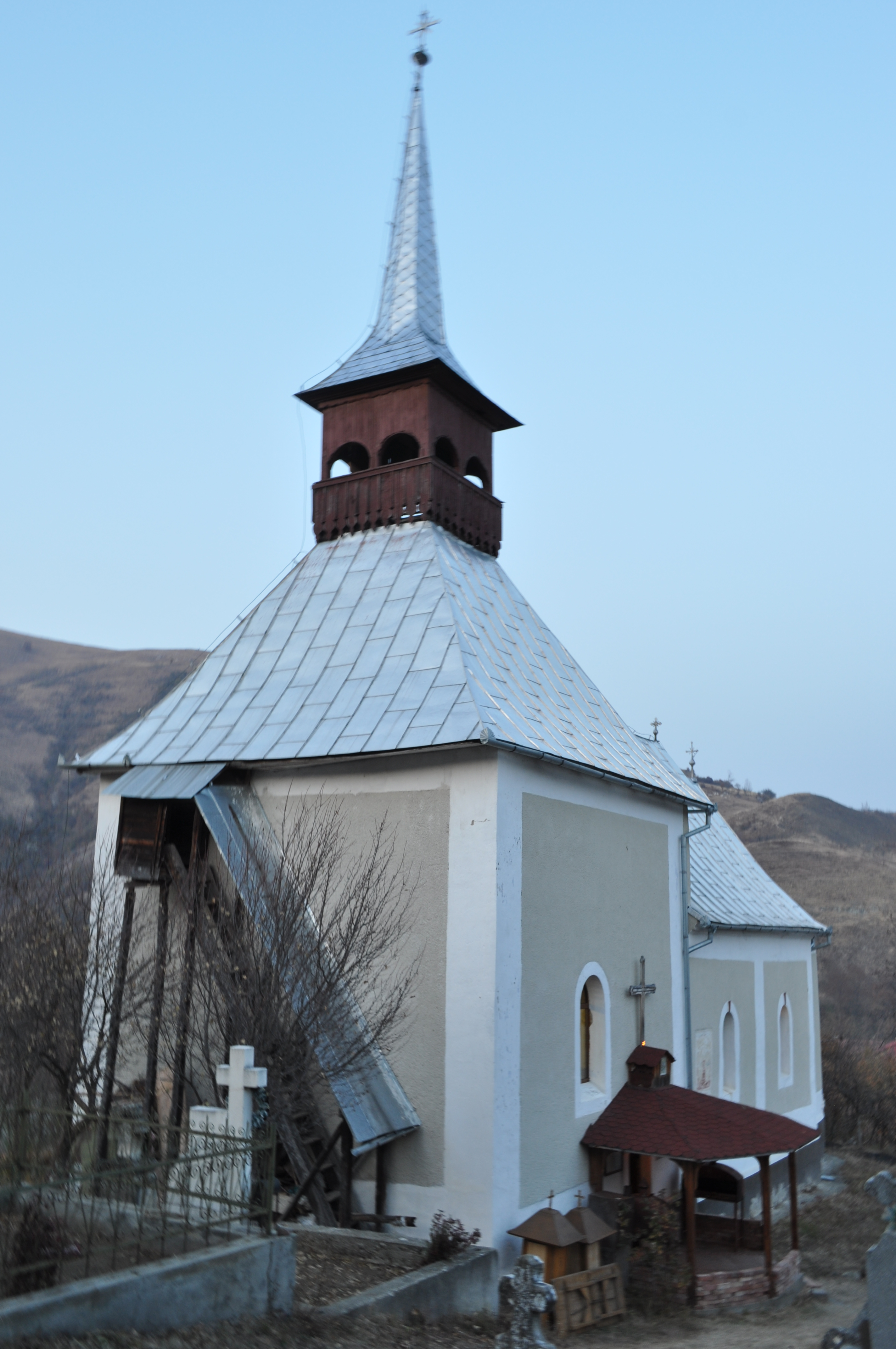
Biserica „Sfinții Arhangheli” (monument istoric)
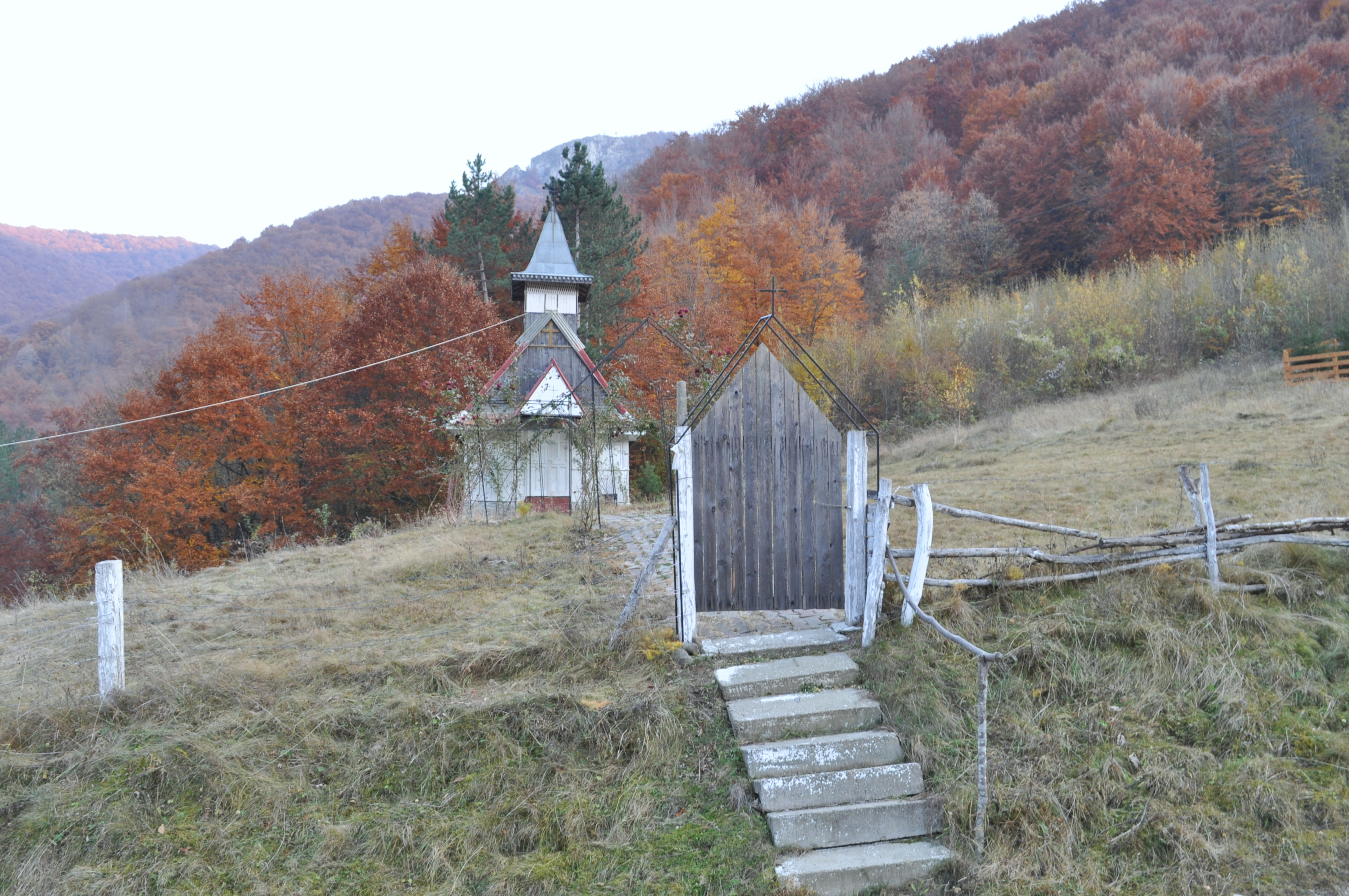
Biserica greco-catolică din cătunul Roica
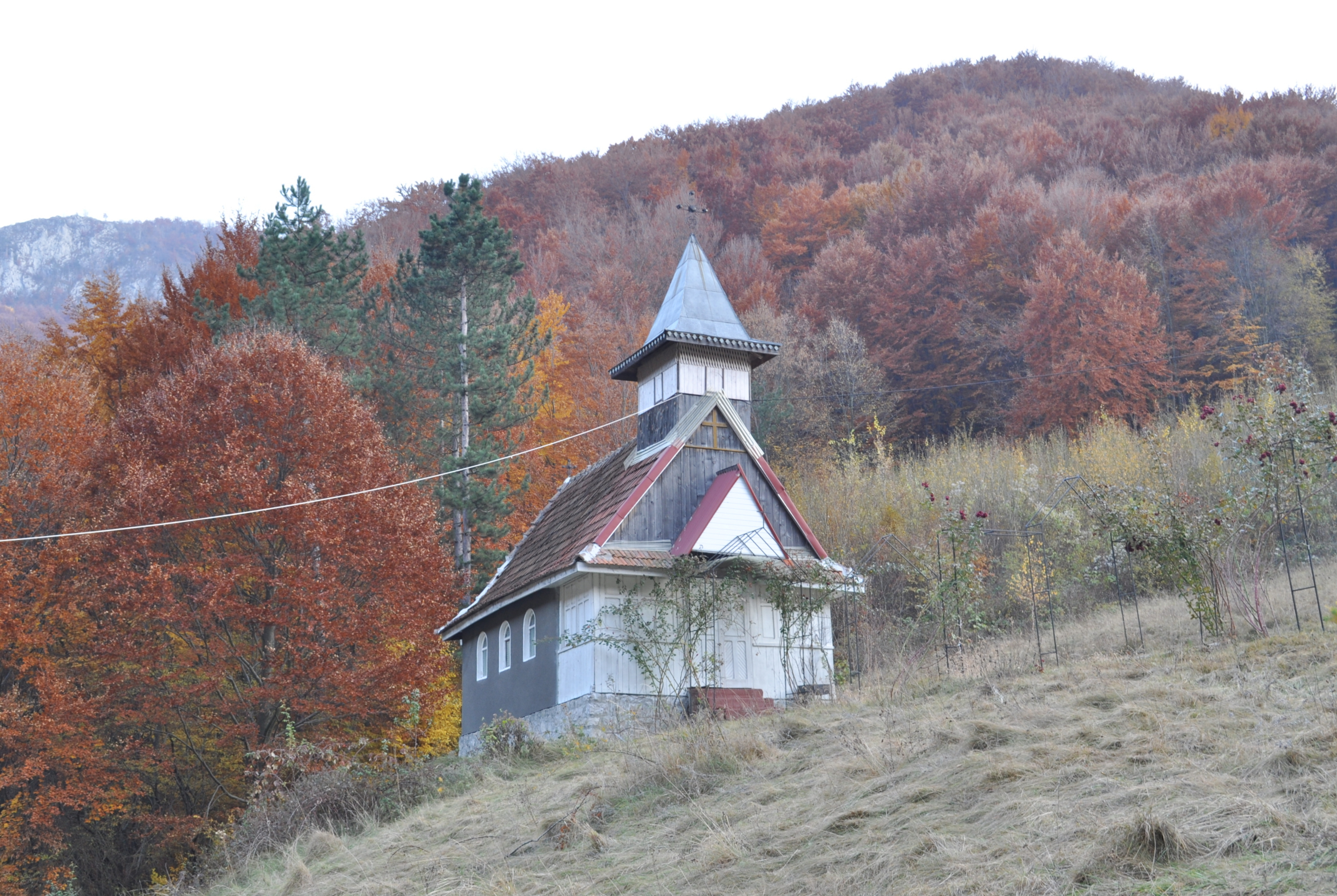
Biserica greco-catolică din cătunul Roica

 Acest articol despre o localitate din județul Alba este deocamdată un ciot. Puteți ajuta Wikipedia prin completarea lui.